# Fernando Poe jr.
Fernando Poe jr. (Manilla, 20 augustus 1939 - Quezon City, 14 december 2004), kortweg FJP, geb. Ronald Allan Kelley Poe was een Filipijns acteur. Poe groeide uit tot een van de meest populaire actiehelden van de Filipijnse actiefilms en werd vanwege deze status wel aangeduid als Da King. Poe werd wel gezien als de Filipijnse James Dean. In 2004 deed Poe, gebruikmakend van zijn populariteit, een gooi naar het presidentschap van de Filipijnen. Hij verloor de verkiezingen echter van de zittende president Gloria Macapagal-Arroyo. Enkele maanden na de verkiezingen overleed Poe onverwacht te midden van controverses over de uitslag van de verkiezingen. Op 24 mei 2006 werd Poe postuum benoemd tot nationaal kunstenaar van de Filipijnen.
Poe won in zijn carrière vijfmaal de FAMAS Award voor beste acteur, een van de belangrijkste filmprijzen van de Filipijnen.

## Biografie

### Vroege levensloop
Fernando Poe jr. werd geboren als Ronald Allan K. Poe op 20 augustus 1939 in de St Luke's Hospital in Tondo in de Filipijnse hoofdstad Manilla. Hij was het tweede kind uit een gezin met zes kinderen van acteur Allan Fernando R. Poe beter bekend onder zijn artiestennaam Fernando Poe en de Amerikaanse Elizabeth Kelley. Poe voltooide zijn lagere schoolopleiding aan San Beda College en begon daarna aan zijn middelbare school op San Sebastian College. Toen zijn vader overleed aan de gevolgen van hondsdolheid moest hun moeder hun luxe woning aan Del Monte Avenue verkopen om de schulden af te betalen. Poe jr. moest als oudste zoon kort voordat hij de middelbare school afrondde stoppen met zijn school en nam allerlei baantjes aan om voor extra inkomen te zorgen.

### Acteur en producent
Hij werkte onder meer als boodschappenjongen voor Everlasting Pictures en deed zijn eerste ervaring in de Filipijnse filmindustrie op als stuntman voor actrice Lilia Dizon tijdens een paardrijd scene. In 1955 speelde Poe zijn eerste echte rol in de film Anak ni Palaris (zoon van Palaris). Zijn vader Poe sr., had zelf gedurende zijn carrière Palaris nog gespeeld en men probeerde van diens populariteit gebruik te maken door voor zijn zoon de artiestennaam Fernando Poe jr. te gebruiken, een naam die hij de rest van zijn leven zou blijven gebruiken. Een naam ook die eigenlijk de echte naam was van zijn jongere broer, die zelf later toen hij ook acteur werd vervolgens koos voor de naam Andy Poe. Deze film werd echter geen succes. Zijn echte doorbraak volgde twee jaar later met een rol in de film Lo' Waist Gang, een film waarin hij samenspeelde met onder meer Berting Labra. Van de film werden later nog enkele vervolgfilms gemaakt. In deze periode werd Poe veelal gecast voor de rol van slechterik. Een voorbeeld daarvan was de rol van Donato Navales in de film Tough Guy (1958).
Na enige tijd speelde Poe echter meestal de rol van de heroïsche held. Hij werd op een bepaald moment gezien als de Filipijnse tegenhanger van John Wayne. Door zijn stijgende populariteit werd hij ook een grootverdiener onder de Filipijnse acteurs. Waar Poe in 1957 nog 3000 peso per film kreeg verdiende hij drie jaar later al 10.000 peso per film. Hiervoor moest hij echter wel de strijd aan met toen nog machtige Filipijnse filmstudio's. Toen producent Premiere een verdubbeling van zijn salaris weigerde en Poe daarop weigerde zich nog aan het contract te houden, kreeg hij een half jaar lang geen rollen meer aangeboden. In 1961 begon Poe uiteindelijk zijn eigen productiebedrijf, genaamd FPJ Productions. De eerste film die zelf produceerde was Batang Maynila.
In de jaren zestig groeide de populariteit van Poe als acteur. Hij was te zien in actiefilms als Walls of Hell en The Ravagers (1965). Deze laatste film onder regie van Eddie Romero en geproduceerd door Hemisphere, vestigde definitief zijn status als koning van de Filipijnse actiefilm. Hij was in deze periode met 40.000 peso per film verreweg de best betaalde filmacteur van het land. Zijn vriend Joseph Estrada kwam met ongeveer de helft van dat bedrag nog het dichtst in de buurt. Andere Filipijnse acteurs verdienden in die periode stukken minder. In 1965 was Poe ook voor de eerste maal de tegenspeler van Susan Roces, de koningin van de Filipijnse film van dat moment in Ang Daigdig Koy Ikaw (Jij bent mijn wereld), geproduceerd door zijn eigen productiebedrijf. Nadien volgden meer films met Roces, zoals Susan with Love en het historisch filmepos Perlas ng Silangan (Parel van het Oosten). In 1968 trouwden de twee met elkaar.
Nadat hij begin jaren zestig al diverse keren genomineerd was geweest voor FAMAS Award voor beste acteur, won hij in 1968 voor de eerste keer deze meest prestigieuze filmprijs van de Filipijnen voor de film Mga alabok sa lupa uit 1967, Later won hij de prijs nog viermaal voor zijn rollen in Asedillo (1971), Durugin si Totoy Bato (1979), Umpisahan mo... Tatapusin ko! (1983) en Muslim .357 (1983). Na de vijfde Award werd hij IN 1988 opgenomen in de FAMAS Hall of Fame.

### Presidentsverkiezingen 2004
In november 2003 werd bekend dat Poe jr het bij de verkiezingen van 2004 namens de Koalisyon ng Nagkakaisang Pilipino (KNP) op zou nemen tegen zittend president Gloria Macapagal-Arroyo en enkele andere uitdagers. Zijn kandidatuur kwam echter in gevaar toen er protest werd ingediend, omdat Poe jr. geen Filipijns burger van geboorte was, een van de vereisten voor het Filipijns presidentschap. De redenatie hierbij was dat Poe jr. geboren was in 1939, een jaar voordat zijn vader trouwde met de Amerikaanse Elizabeth Kelley. Hij zou hierdoor ook automatisch de nationaliteit van zijn moeder hebben moeten krijgen. Daarbovenop voerden ze aan dat ook zijn vader eigenlijk geen Filipino, maar een Spanjaard was. De zaak werd uiteindelijk op 3 maart 2004 door het Hooggerechtshof van de Filipijnen met 8 tegen 5 in het voordeel van Poe jr. beslist. Hierdoor kon hij het definitief met de verkiezingen meedoen.
Hoewel Poe jr. in eerste instantie voorlag in de peilingen werden de presidentsverkiezingen van 30 juni van dat jaar uiteindelijk gewonnen door Macapagal-Arroyo. Poe jr. behaalde 36.51% van de stemmen tegen 39,99% voor Macapagal-Arroyo. De uitslag van de presidentsverkiezing was omstreden. Op 23 juli 2004, drie weken nadat Macapagal-Arroyo was uitgeroepen tot winnaar tekende Poe bezwaar aan bij het Hooggerechtshof van de Filipijnen, die fungeerde als het Presidential Electoral Tribunal (PET). Hij claimde dat Arroyo grootschalige verkiezingsfraude had gepleegd en vroeg op basis daarvan om de proclamatie van Arroyo door het Filipijns Congres ongeldig te verklaren. Op 5 augustus 2014 diende Arroyo daarop ook bezwaar aan, waarbij ze beweerde dat ook zij het slachtoffer was van fraude. Ook vroeg ze op haar beurt het PET om het bezwaar van Poe ongegrond te verklaren.

### Overlijden

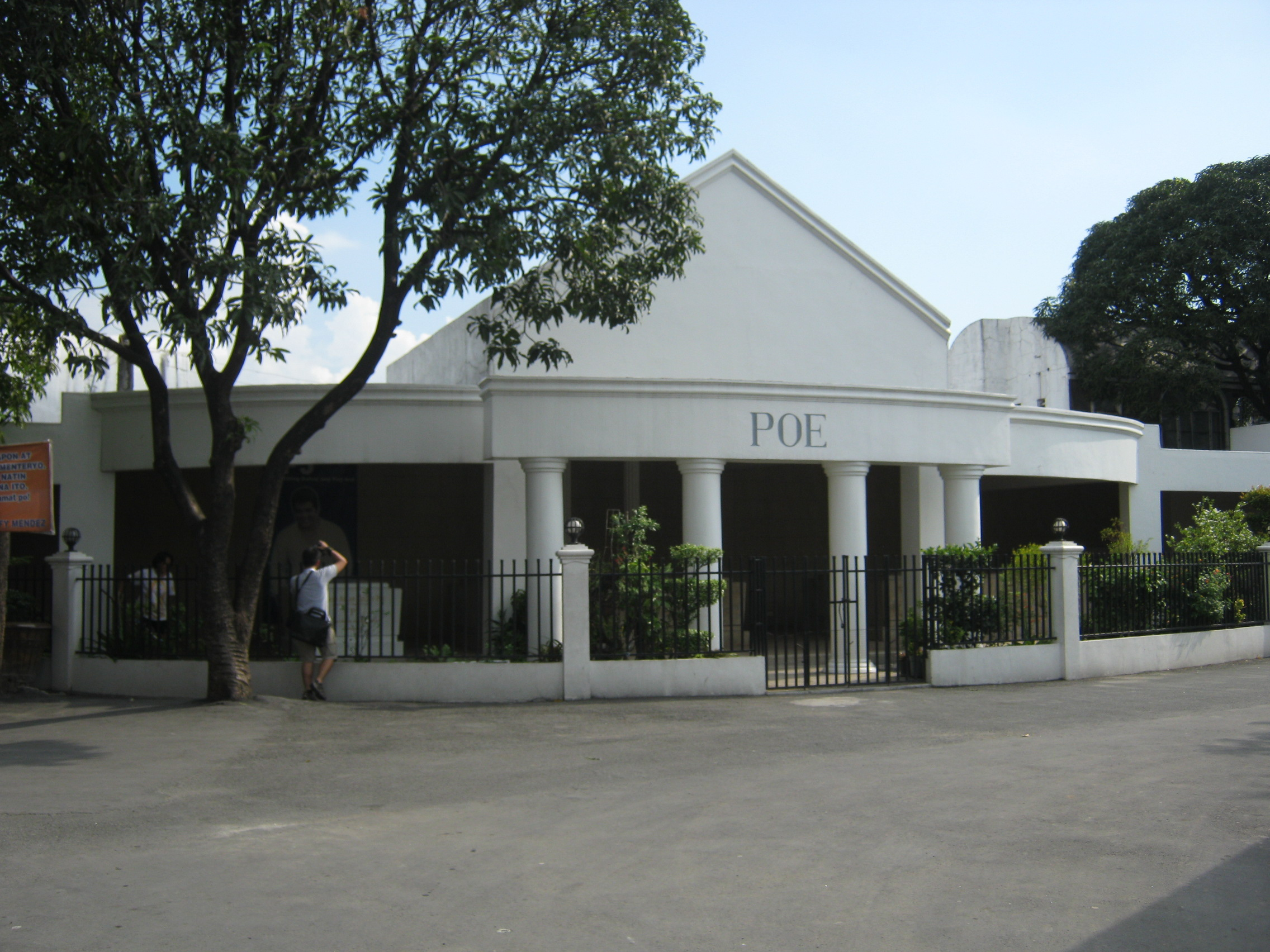
Het mausoleum van de familie Poe op Manila North Cemetery

Op 11 december 2004 werd Poe met spoed opgenomen in St. Luke's Hospital in Quezon City na klachten over duizeligheid. Hij bleek een lichte hersenbloeding te hebben gehad. Kort na middernacht verslechterde zijn toestand en raakte hij in coma. Enkele dagen later overleed hij op 65-jarige leeftijd zonder dat hij bij bewustzijn was gekomen. Poe's lichaam werd opgebaard in Santo Domingo Church, waar het publiek en vele Filipijnse bekendheden afscheid van hem namen. Op 22 december werd Poe jr.
langs een 4 kilometer lange route overgebracht naar Manila North Cemetery, waar hij werd begraven in het familiegraf naast zijn beide ouders en zijn jongere broer Andy Poe. De begrafenis en de begrafenisstoet werden bijgewoond door honderdduizenden mensen. Miljoenen mensen volgden de mis in Santo Domingo Church en de uitvaart via een live televisie-uitzending.

### verkiezingsprotest
Op 10 januari 2005 diende Poe's weduwe, Susan Roces, bij het Hooggerechtshof van de Filipijnen een petitie in waarin ze vroeg om haar toe te staan de plaats van haar overleden man in te nemen in de zaak die Poe had aangespannen tegen de uitslag van de presidentsverkiezingen. President Arroyo op haar beurt vroeg het Hof om Poe's bezwaar te verwerpen. Op 29 maart 2005 besloot het Hof de petitie van Roces te verwerpen, omdat het recht bezwaar aan te tekenen alleen lag bij de kandidaat met de op een na hoogste aantal stemmen of de nummer drie. Roces liet daarop in april via haar advocaat Sixto Brillantes jr. weten niet in beroep te gaan tegen deze beslissing. De controverse rond de uitslag van de verkiezingen was daarmee echter niet afgelopen. Ongeveer een jaar na de verkiezingen raakte president Macapagal-Arroyo in opspraak door het Hello Garcia-schandaal. Vrijgegeven geluidsopnamen van een telefoongesprek van Macapagal-Arroyo met Virgilio Garcillano, een commissaris van de Filipijnse kiescommissie COMELEC, zouden moeten bewijzen dat ze de uitslagen van de presidentsverkiezingen had proberen te beïnvloeden. Pogingen om de president af te laten zetten (impeachment) strandden daarna echter in het Filipijns Congres.

## Persoonlijk
Poe was getrouwd met actrice Susan Roces en adopteerde met haar een dochter Grace Poe. In februari 2004, tijdens zijn campagne voor het presidentschap, onthulde Poe dat een buitenechtelijke zoon had verwerkt bij actrice Anna Marin. Met actrice Rowena Moran kreeg hij bovendien in 1989 een buitenechtelijke dochter, die ook actrice werd onder de naam Lovi Poe.

## Prijzen
- 2000 - FAMAS Lifetime Achievement Award
- 1996 - FAMAS Award voor beste regisseur voor Kahit butas ng karayom (1995)
- 1988 - Opgenomen in FAMAS Hall of Fame als Acteur
- 1987 - FAMAS Award voor beste acteur voor Muslim .357 (1986)
- 1985 - FAMAS Award voor beste regisseur voor Ang padrino (1985)
- 1985 - FAMAS Award voor beste script voor Ang padrino (1985)
- 1984 - FAMAS Award voor beste acteur voor Umpisahan mo... Tatapusin ko! (1983)
- 1980 - FAMAS Award voor beste acteur voor Durugin si Totoy Bato (1979)
- 1972 - FAMAS Award voor beste acteur voor Asedillo (1971)
- 1971 - FAMAS Award voor beste acteur voor Mga anghel na walang langit (1970)
- 1968 - FAMAS Award voor beste acteur voor Mga alabok sa lupa (1967)

- Bibliothèque nationale de France: cb16638529p (data)
- International Standard Name Identifier: 0000 0000 6390 1878
- Library of Congress Control Number: n2006222557
- Virtual International Authority File: 48670923
- WorldCat: E39PBJr7Vrg7PpRd3WYbcBBkjC